# Pensare la storia
Pensare la Storia è un saggio dello scrittore e giornalista italiano Vittorio Messori.

## Contenuto
In questo libro Messori raccoglie 289 articoli apparsi sul quotidiano Avvenire, a partire dal maggio 1987, in una rubrica intitolata "Vivaio", dove l'autore ha fatto confluire molto del materiale che ha raccolto sull'Atlantide Cristiana (come la definisce egli stesso). In altre parole: una lettura cattolica dell'avventura umana.

## Edizioni
- Vittorio Messori, Pensare la Storia, Edizioni San Paolo, 1992,  p. 690.